# Neabrolepoideus bioculatus
Neabrolepoideus bioculatus är en stekelart som beskrevs av Girault 1917. Neabrolepoideus bioculatus ingår i släktet Neabrolepoideus och familjen sköldlussteklar. Inga underarter finns listade i Catalogue of Life.